# 広島県道342号別府河内線
広島県道342号別府河内線（ひろしまけんどう342ごう べふこうちせん）は、広島県東広島市を通る一般県道である。

## 概要
東広島市豊栄町別府から東広島市河内町戸野に至る。

### 路線データ
- 起点：東広島市豊栄町別府（広島県道29号吉田豊栄線交点）
- 終点：東広島市河内町戸野（広島県道33号瀬野川福富本郷線交点）

## 路線状況
起点 - 国道375号交点間は幅員の狭い道が続く。また、広島県道60号大和福富線交点 - 終点間は急カーブが多く、狭隘部分もある。いずれも大型車の通行は困難。

### 重複区間
- 国道375号（東広島市豊栄町乃美 - 東広島市福富町久芳（くば））

## 地理

### 通過する自治体
- 東広島市

### 交差する道路
| 交差する道路                                  | 交差する場所       | 交差する場所 |
| --------------------------------------------- | ------------------ | ------------ |
| 広島県道29号吉田豊栄線                        | 豊栄町別府         | 起点         |
| 国道375号 重複区間起点 国道486号 重複区間起点 | 豊栄町乃美         |              |
| 国道375号 重複区間終点 国道486号 重複区間終点 | 福富町久芳（くば） |              |
| 広島県道60号大和福富線                        | 福富町久芳         |              |
| 広島県道33号瀬野川福富本郷線                  | 河内町戸野         | 終点         |

### 沿線
- 広島県立賀茂北高等学校